# سلعة جيفن
في نظرية الاقتصاد والمستهلك، سلعة جيفن أو ما يعرف (بالإنجليزية: Giffen Good)‏ هو المنتج الذي يستهلكه الناس أكثر عند ارتفاع الأسعار والعكس بالعكس – بحسب القانون الأساسي للطلب في الاقتصاد الجزئي لأي نوع آخر من السلع، في حال أرتفاع الأسعار للمنتج وبحسب تأثير الإحلال يجعل شراء المستهلكين أقل منه، ويزيد من السلع البديلة؛ كما أن تأثير الدخل (الانخفاض الفعلي من الدخل المتاح بسبب زيادة الإنفاق على الوحدات الحالية من هذه السلعة) يعزز هذا الانخفاض في الطلب على السلعة. ولكن في حالة سلعة جيفن فهي تعتبر سلعة شعبية رخيصة بشكل كبير جدا في أذهان المستهلكين (كونها الأكثر طلبا في أوساط منخفضي الدخل) مثل الخبز في بعض البلاد العربية أو الرز في بعض الدول الأسيوية وأحيانا بعض السلع الرديئة، فتنشأ حالة عكسية لتأثير الدخل تطغى على طابع تأثير الإحلال، وبالنهاية فأن التأثير النهائي لارتفاع سعر سلعة جيفن هو زيادة الطلب على ها.

## التسمية

انواع السلع من حيث التغير بالسعر والدخل

سميت سلعة جيفن على اسم الاقتصادي الإسكتلندي السير روبرت جيفن، نسبت له من قبل ألفريد مارشال في كتابه مبادئ الاقتصاد. اعتقد جيفن في البداية بوجود تناقض من ملاحظاته على العادات الشرائية في فقراء العصر الفيكتوري.
كما اقترح كل من إتسوسوكي ماسودا وبيتر نيومان أن سيمون غراي كان قد وصفها قبل بـ «سلع غراي» في نص كتبه سنة 1815 بعنوان السعادة في الدول: أو تحقيق بشأن السكان، والتموين وطرق تطبيقه، وانعكاسات كل ذلك على سعادة البشرية  تحت الفصل المعنون بالارتفاع في سعر خبز الذرة، إذا كان هذا الارتفاع فوق سقف معين، سيكون هناك ميل في زيادة استهلاك منه، ويحتوي على وصف مفصل لما قد يتم تسميته سلع جيفن، والتي قد يكون من الأفضل أن تسمى سلع غراي.

## التحليل الأقتصادي
بالنسبة لجميع المنتجات، يكون منحنى الطلب بميل سلبي (يجب عدم الخلط بين الميل، الذي يكون ثابتا في حالة وجود دالة طلب مستقيمة، مع مرونة الطلب السعرية، التي تختلف تبعا لنقطة المنحنى الذي يحسب به، وبالتالي لا تكون ثابتة حتى على طول منحنى الطلب على التوالي، للمزيد راجع التعريف الرياضي)، ويجتمع منحنى العرض المائل صعودا عند نقطة السعر التي تحدد السوق لأي سلعة معينة أو خدمة معينة في لحظة معينة من الزمن.
وبعبارة أخرى، طلب السعر والكمية تتجه في اتجاهات متعاكسة؛ إذا ارتفع السعر، تنخفض الكمية المطلوبة عموما. اما سلع جيفن هي استثناء لهذه القاعدة العامة. على عكس السلع أو الخدمات الأخرى، نقطة السعر التي تتنتج من العرض والطلب تفي بنتائج ارتفاع الأسعار وزيادة الطلب كلما تحدث قوى السوق تغيير في العرض والطلب على سلع جيفن. ونتيجة لذلك، عندما يرتفع السعر، فإن الكمية المطلوبة ترتفع أيضا. ولتكون فعلا سلعة جيفن، يجب أن يكون سعر السلعة هو الشيء الوحيد الذي يتغير لإنتاج تغيير في الكمية المطلوبة. لا ينبغي الخلط بين جيفن والمنتجات المشتراة كرموز للمكانة والرفعة والتميز أو لعرض الثروة (سلع فيبلن) مثل سيارة الروز رويس واللوحات الفنية المتفردة باهضة الثمن والسيرات المغطى بالذهب، على الرغم من أنه قد يكون هناك بعض التداخل حيث أن المستهلكين أكثر عرضة للانخراط في الاستهلاك الباذخ (conspicuous consumption ) كل ما زاد السعر في سبيل الأسراف أو (aspirational spending) باعتباره وسيلة لزيادة وضعهم الاجتماعي.

والمثال الكلاسيكي الذي قدمته مارشال هو من المواد الغذائية الأساسية ذات النوعية الرخيصة، التي يحرك الطلب عليها الفقر الذي يجعل مشترينها غير قادرين على تحمل المواد الغذائية المتفوقة. ومع ارتفاع سعر الركيزة الرخيصة، فإنهم لم يعودوا قادرين على تكملة غذائهم بالأطعمة الأفضل، ويتوجب أستهلاك المزيد من نفس المواد الغذائية الأساسية.
وكما أشار السيد جيفن، فإن ارتفاع سعر الخبز يؤدي إلى استنزاف موارد الأسر الفقيرة الكادحة، وتزداد المنفعة الحدية (marginal utility) للنقود بالنسبة لهم بحيث يضطرون إلى الحد من استهلاكهم من اللحوم، والأطعمة النشوية الأكثر تكلفة، في حين الخبز لا يزال أرخص الأغذية التي يمكن أن تجلب وتعتمد، فإنها سوف تستهلك أكثر، وليس أقل من قبل.

- ألفريد مارشال، مبادئ الاقتصاد (1895)
وهناك ثلاثة شروط ضرورية لتؤدي لهذا الوضع:
1. السلعة المعنية يجب أن تكون سلع رديئة (رخيصة جدا)
2. يجب أن يكون هناك نقص في السلع البديلة القربة لها
3. يجب أن تشكل البضائع نسبة مئوية كبيرة من دخل المشتري، ولكن لا تشكل نسبة كبيرة من دخل المشتري الذي لا يستهلك أي من السلع العادية المرتبطة بها.
إذا تم تغيير الشرط الأول رقم 1 إلى «يجب أن تكون السلع المعنية رديئة جدا حيث أن تأثير الدخل أكبر من تأثير الإحلال»، فإن هذه القائمة تحدد الشروط الضرورية والكافية. الشرط الأخير هو شرط على المشتري بدلا من السلع نفسها، وبالتالي فإن هذه الظاهرة تسمى أيضا «سلوك جيفن».
ويمكن توضيح ذلك مع رسم بياني. في البداية يكون للمستهلك الخيار بين إنفاق دخله على أي سلعة Y أو سلعة X كما هو محدد في القطاع الخطي من (حيث M = إجمالي الدخل المتاح مقسوما على سعر السلعة Y، N = إجمالي الدخل المتاح مقسوما على سعر السلعة X). ويعرف الخط من على أنه قيود ميزانية المستهلك. وبالنظر إلى تفضيلات المستهلك، كما هو مبين في منحنى السواء Io ، فإن المزيج الأمثل للمشتريات لهذا الفرد هو النقطة A.
انخفاض الأسعار للسلعة X يسبب اثنين من الآثار. ويؤدي السعر المخفض إلى تغيير الأسعار النسبية لصالح السلعة X المعروفة باسم تأثير الاستبدال. ويتضح ذلك من حركة أسفل منحنى السواء من النقطة A إلى النقطة B (محورا للقيود المفروضة على الميزانية بشأن منحنى السواء الأصلي). وفي الوقت نفسه، فإن تخفيض الأسعار يزيد من القوة الشرائية للمستهلكين، المعروفة باسم تأثير الدخل (التحول الخارجي للقيود المفروضة على الميزانية). ويتضح ذلك من التحول من الخط المنقط إلى MP (حيث P = الدخل مقسوما على السعر الجديد للسلعة X). ويؤدي تأثير الإحلال (النقطة A إلى النقطة B) إلى زيادة الكمية المطلوبة من السلعة X من Xa إلى Xbبينما يؤدي تأثير الدخل إلى خفض الكمية المطلوبة من Xb إلى Xc . الأثر الصافي هو انخفاض في الكمية المطلوبة من Xa إلى Xc صنع السلع X كسلعة جيفن بحكم التعريف. أي سلعة حيث تأثير الدخل أكثر فعالية من تأثير الإحلال هي سلعة جيفن.

## الأدلة التجريبية
كانت الأدلة على وجود السلع جيفن محدودة عموما. في عام 2008 قدم روبرت جنسن ونولان ميلر ورقة بحثية تضمنت أن الأرز والقمح / النودلز هي سلع جيفن في أجزاء من الصين عن طريق تتبع أسعار السلع. ولكن من المحتمل أن يكون من الخطأ ذكر النودلز كنوع من سلع جيفن، حيث أن المصطلح يستخدم عادة من قبل الاقتصاديين الحديثين للإشارة إلى سلعة خاصة جدا وغير شائعة وأنها لا تستخدم للاستهلاك الغذائي.وأظهرت دراسة أخرى أجراها نفس المؤلفين في عام 2008 على نحو تجريبي وجود سلع جيفن بين الناس على مستوى الأسر المعيشية عن طريق تقديم الدعم المباشر لمشتريات الأرز ودقيق القمح للأسر الفقيرة المعدمة